# Nesoniscus noduligerus
Nesoniscus noduligerus är en kräftdjursart som beskrevs av Karl Wilhelm Verhoeff1926. Nesoniscus noduligerus ingår i släktet Nesoniscus och familjen Philosciidae.

## Underarter
Arten delas in i följande underarter:
- N. n. minor
- N. n. noduligerus